# (36526) 2000 QD81
2000 QD81 (asteroide 36526) é um asteroide da cintura principal. Possui uma excentricidade de 0.16503480 e uma inclinação de 4.09695º.
Este asteroide foi descoberto no dia 24 de agosto de 2000 por LINEAR em Socorro.